# Палібело
Палібе́ло (індонез. Palibelo) — один з 18 районів округу Біма провінції Західна Південно-Східна Нуса у складі Індонезії. Розташований у центральній частині. Адміністративний центр — село Бело.
Населення — 25390 осіб (2013; 25200 в 2012, 24786 в 2010).

## Адміністративний поділ
До складу району входять 9 сіл:
| Населений пункт  | Населення, осіб (2010) |
| ---------------- | ---------------------- |
| Бело, село       | 4334                   |
| Доре, село       | 889                    |
| Ната, село       | 2981                   |
| Нтонггу, село    | 4557                   |
| Панда, село      | 3084                   |
| Рої, село        | 1974                   |
| Теке, село       | 3134                   |
| Тонггондоа, село | 1150                   |
| Тонггоріса, село | 2683                   |